# Artemita
Artemita (em grego: Ἀρτεμίτα) ou Artemita em Apoloniatis, também chamada Calasar (Chalasar; de Cala, o nome da área mais relevante da vizinha Calonitis, e -sar, "cabeça, cume") segundo Isidoro de Cárax, era uma cidade grega em Sitacena, uma região no que é hoje o leste do Iraque.

## História
Artemita era a principal cidade da província de Sitacena (futura Apoloniatis) do Império Arsácida e o local de nascimento do historiador Apolodoro. Estava situada na principal rota rumo ao Coração, entre Selêucia do Tigre e os montes Zagros. Citando Apolodoro, Estrabão a localizou na Babilônia, a oito mil estádios do mar Cáspio e do golfo Pérsico. Segundo Isidoro de Cárax, era atravessada pelo Silas (Diala) e segundo fontes variadas estava a 15 esquenos (Isidoro), 500 estádios (Estrabão) ou 71 milhas romanas (Tabula Peutingeriana) de Selêucia / Ctesifonte. Isidoro a descreveu como uma cidade grega, Plínio, o Velho como macedônica e Tácito e Estêvão de Bizâncio como parta. Sabe-se que os arameus compunham a base da população local, mas a julgar pela forma como as fontes romanas os definiram, presume-se que estivessem suficientemente iranizados para serem assumidos como partas.
No ano 35, Artemita juntou-se a outras cidades da Mesopotâmia e aceitou o pretendente arsácida Tiridates III que o Império Romano havia enviado à região em oposição a Artabano II (r. 12–35). A história da cidade durante o Império Sassânida é desconhecida. Ernst Herzfeld propôs que fosse a residência real do xainxá Cosroes II (r. 590–628) conhecida como Dastaguirde, mas é possível, a julgar pela evidência presente nos itinerários árabo-muçulmanos, pode ser identificada com a corrupção Carca Artemita (Karkā Artemita), o que implicaria que Artemita e Dastaguirde são distintas. Suas ruínas são desconhecidas, mas se acreditam que possam estar na atual Xarabã (Šahrābān), nas ruínas de Esqui Baguedade, ou na região de Bacuba.